# Grb Meksika
Grb Meksika se u današnjem obliku primjenjuje od 1968., kada je modificiran u sklopu priprema cijele zemlje za Olimpijske igre te godine, a po želji kontroverznog predsjednika Gustava Díaza Ordaza. Današnji grb je zapravo četvrti službeni grb. Prvi grb Meksika pojavljuje se 1821. godine, uspostavom Prvog meksičkog Carstva.
Na suvremenom se grbu nalazi orao, koji stoji na kaktusu i u kljunu drži zmiju. Narodu Tenochtitlána ovi bi simboli imali snažne religijske konotacije, ali Europljanima oni simboliziraju pobjedu dobra nad zlom. Pijedestal iz kojeg raste kaktus ima ugraviran astečki simbol za vodu.
Kaktus okružuju grane lovora i hrasta, povezane meksičkom trobojnicom.